# Château de Sasayama
Le château de Sasayama (篠山城, Sasayama-jō) se trouve à Tamba-Sasayama dans la préfecture de Hyōgo, au Japon.

## Histoire
La construction de ce château fut entreprise sur l'ordre de Tokugawa Ieyasu en 1608 et fut terminée en six mois. Terumasa Ikeda fut chargé des travaux et le plan du château fut réalisé par Takatora Tōdō. On rapporte que vingt daimyos furent mobilisés pour la construction. Le château était si bien conçu que Ieyasu demanda que le tenshu (donjon), ne soit pas construit de peur qu'il puisse servir de base contre lui.
Le château fut détenu par le clan Aoyama pendant cent vingt-trois ans durant la période Edo. La première seigneurie Aoyama du château commença en 1748 et se poursuivit jusqu'à la destruction du château en 1871.
Presque tous les bâtiments du château furent détruits après l'ère Meiji, sauf l'ōshoin, le grand hall du château. Cependant, l'ōshoin lui-même fut détruit par les bombardements incendiaires des forces américaines en 1944. Il a été reconstruit en 2000.
En 2015, il est désigné Japan Heritage. 